# Erik Knudsen
Erik Knudsen född 27 mars 1922 i Slagelse, död 12 november 2007, var en dansk författare och dramatiker. Han var medlem av Danska akademien 1966–1972.

## Biografi
Knudsen föddes i Slagelse, och hans föräldrar var lärare, vilket också Knudsen utbildade sig till. Efter några år som folkskollärare i Tårnby och Hørnsholm blev han lärare på Krogerup Højskole 1954–1982.
Han debuterade som författare 1945 med diktsamlingen Dobbelte dage. Teman i hans diktning är ofta samhällsbestämda villkor som ligger ovanför den enskilda människans villkor, dessutom ofta kritik av masskultur och kommersialisering. Han var också känd för politiska skådespel under 1960- och 1970-talen. Knudsen mottog 1965 Danska Akademiens Stora Pris.